# Прапор Подолу

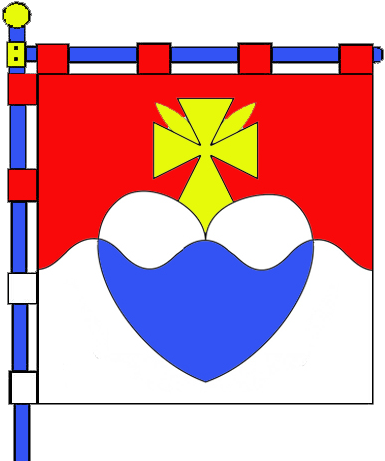
Корогва Подолу

Корогва села – квадратне полотнище (співвідношення 1:1) хвилеподібно пересічене на червоне і біле поле, на яких перетяте біло-синє серце, увінчане згори жовтим хрестом з двома променями від центру у горішній частині. Корогва має вертикальне та горизонтальне кріплення.
Прапор села – квадратне полотнище (співвідношення 1:1) хвилеподібно пересічене на червоне і біле поле, пна яких перетяте біло-синє серце, увінчане згори жовтим хрестом з двома променями від центру у горішній частині. Прапор має вертикальне кріплення.
Своїм рішенням VI сесія VI скликання Подільської сільської ради 12 квітня 2011 р. затвердила символіку села (автор проекту О. Желіба).

## Пояснення символіки
- серце – у Східноєвропейській геральдиці символ дружби, яка є важливою чеснотою жителів села;
- хрест – стародавнє позначення Вічного Дерева Життя, стародавній знак (символ) життя, істини і спасіння, взятий стародавніми християнами (людьми хреста, людьми життя) і поширений ними в усі кінці земної кулі; віра, надія, любов, випробування, спасіння; символ християнських чеснот мешканців села;
- хвиля – символ мінливості життя, змін; відзнака географічного розташування села: на річці Лисогір навпроти містечка Срібного;
- хрест на серці – геральдичний символ Срібного, частиною якого у XVIII ст. був Поділ.